# 阿斯特罗米尔
阿斯特罗米尔是葡萄牙波尔图区的一个堂区。总面积1.39平方公里，总人口784人，人口密度564人/平方公里。